# Mario Vizvary
Mario Vizvary (* 28. Dezember 1983 in Tulln) ist ein ehemaliger österreichischer Handballspieler.

## Karriere
Der gebürtige Tullner begann seine aktive Profi-Karriere beim UHC Tulln. Davor war er bereits für denselben Verein in diversen Jugendligen aktiv, während dieser Zeit gewann er zweimal den unter 21 Staatsmeistertitel. Bereits in der Saison 2004/05 konnte der 1,91 Meter große Torwart im Cup Winner’s Cup internationale Erfahrung sammeln. Zu Beginn der Saison 2009/10 wechselte er zur SG Handball West Wien, wo er bis zur Saison 2011/12 unter Vertrag stand. Mit Auslaufen seines Vertrages bei dem HLA Verein wechselte er zum Bundesligisten W.A.T. Floridsdorf.
Mit Beginn der Saison 2013/14 wechselte der Torwart wieder zurück in die Handball Liga Austria zum UHK Krems. 2014 beendete er seine Karriere. Ab 2015/16 lief er wieder für seinen Jugendverein UHC Tulln auf, mit welchem er 2018/19 den Sprung in die Spusu CHALLENGE schaffte. Im Sommer 2020 beendete Vizvary seine Laufbahn.

## Erfolge
- 2× Österreichischer Pokalsieger (mit UHC Tulln 2004 und 2007)